# شمال ولاية نيويورك

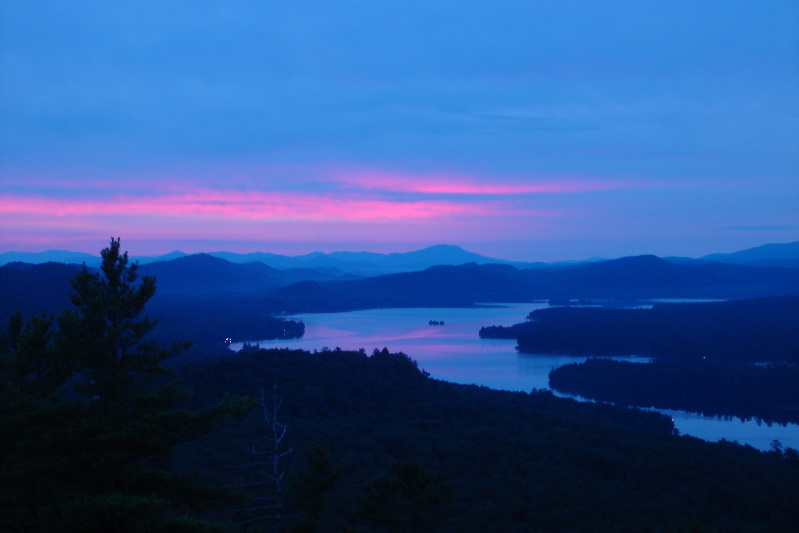
سلسلة بحيرات فولتون ، وهي سلسلة من ثماني بحيرات في منتزه أديرونداك

شمال ولاية نيويورك هي منطقة جغرافية تابعة لنيويورك تقع شمال وشمال غرب منطقة مدينة نيويورك الحضرية في جنوب ولاية نيويورك .   تشمل المنطقة الشمالية وادي هدسون الأوسط والعلوي، ومنطقة العاصمة ، ومنطقة وادي موهوك ، ووسط نيويورك ، ومنطقة تير الجنوبية ، ومنطقة البحيرات الإصبعية ، وغرب نيويورك ، وشمال البلاد .   تشمل المدن الكبرى في شمال ولاية نيويورك من الشرق إلى الغرب عاصمة الولاية ألباني ، وأوتيكا ، وبينغامتون ، وسيراكيوز ، وروتشستر ، وبوفالو .  
قبل الاستعمار الأوروبي للولايات المتحدة ، كان الجزء الشمالي من ولاية نيويورك مأهولًا بالعديد من القبائل الأمريكية الأصلية . كانت موطنًا لاتحاد الإيروكوا ، وهو اتحاد أصلي مكون من ست قبائل، يُعرف باسم الأمم الستة.  قام هنري هدسون بأول استكشاف أوروبي مسجل للمنطقة في عام 1609،  وقام الهولنديون ببناء حصن أورانج (ألباني الحالية) في عام 1624، والذي كان أول مستوطنة أوروبية دائمة في نيويورك.    شهدت المنطقة العديد من المعارك خلال الحرب الثورية الأمريكية ، حيث انقسم الإيروكوا بين مؤيدي الموالين ومؤيدي الثوار. بعد انتهاء الحرب، أطلقت معاهدة فورت ستانويكس لعام 1784 سلسلة من المعاهدات والمشتريات التي شهدت تنازل الإيروكوا عن الغالبية العظمى من أراضيهم في شمال ولاية نيويورك للولايات المتحدة التي تشكلت حديثًا. 
أدى افتتاح قناة إيري في عام 1825 عبر شمال ولاية نيويورك إلى تحويل اقتصاد المنطقة والولاية. لقد سهلت القناة بشكل كبير حركة البضائع من مختلف أنحاء منطقة الغرب الأوسط العليا والمدن الواقعة على طول البحيرات العظمى عبر شمال ولاية نيويورك وإلى ميناء مدينة نيويورك. ونتيجة لذلك، أصبحت منطقة شمال نيويورك حاضنة للتصنيع خلال الثورة الصناعية الثانية ، مما أدى إلى ولادة شركات مثل جنرال إلكتريك ، وآي بي إم ، وكوداك ، وزيروكس . أدى التصنيع السريع إلى تدفق أعداد كبيرة من المهاجرين الباحثين عن عمل في المصانع في مختلف أنحاء المنطقة. منذ منتصف القرن العشرين، ساهمت عملية إزالة الصناعة في أمريكا في الانحدار الاقتصادي والسكاني ،  وتعتبر المنطقة إلى حد كبير جزءًا من حزام الصدأ .
توجد مجموعة واسعة من استخدامات الأراضي في المنطقة، بما في ذلك المناطق الحضرية، والضواحي، والمحميات الحرجية، والمناظر الطبيعية الريفية. بسبب مساحاتها الشاسعة من الأراضي الريفية، تدعم المنطقة الشمالية أيضًا صناعة زراعية قوية، وتشتهر بإنتاج الألبان وشراب القيقب والفواكه (خاصة التفاح )، بالإضافة إلى صناعة النبيذ .  تشمل منطقة شمال ولاية نيويورك عددًا من الممرات المائية البارزة، حيث تنبع أنهار سسكويهانا وديلاوير وهدسون من المنطقة، ويحدها من حوافها الشمالية والغربية نهر سانت لورانس والبحيرات العظمى . ونتيجة لذلك، أصبحت المنطقة مصدرًا مهمًا للطاقة الكهرومائية (تعود إلى إنشاء أول سد كهرومائي في العالم بواسطة نيكولا تيسلا في شلالات نياجرا ) ومياه الشرب (مع وجود خزانات متعددة تخدم مدينة نيويورك). تعد منطقة شمال نيويورك موطنًا للعديد من الوجهات السياحية والترفيهية الشهيرة، بما في ذلك شلالات نياجرا ، وجبال آديرونداك وكاتسكيل، وجزر الألف جزيرة ، وقاعة مشاهير البيسبول الوطنية ، والبحيرات الإصبعية .

## التعريف

تشير منطقة شمال نيويورك إلى بعض أو كل المنطقة الواقعة شمال وغرب مدينة نيويورك ، والتي تم تمييزها باللون الأحمر.

لا توجد حدود رسمية واضحة بين شمال ولاية نيويورك وجنوب ولاية نيويورك . التعريف الأكثر توسعًا لمنطقة شمال ولاية نيويورك يستثني فقط مدينة نيويورك ولونغ آيلند ، والتي تعتبر دائمًا جزءًا من جنوب ولاية نيويورك؛ هذا الاستخدام شائع بين سكان مدينة نيويورك وأقل بكثير في الشمال.  يتم استخدام هذا التعريف من قبل وزارة الحفاظ على البيئة .  هناك نكتة ساخرة بين سكان مانهاتن وهي أن أي شيء يقع شمال شارع 14 هو "شمال الولاية".  
استخدام آخر يضع حدود الولاية الشمالية/الجنوبية أبعد إلى الشمال، عند النقطة التي تتقاطع فيها ضواحي مدينة نيويورك مع ضواحيها الخارجية ، حيث لا تقع الضواحي الخارجية بشكل عام ضمن منطقة نيويورك-نيوارك الحضرية التي حددها مكتب الإحصاء . يضع هذا الحد الأخير معظم وادي هدسون السفلي، أو مقاطعتي ويستتشستر وروكلاند وحوالي ثلث مقاطعة بوتنام ، في الجزء السفلي من الولاية، بينما يضع الحافة الشمالية الغربية لمقاطعة روكلاند بالإضافة إلى الربع الشمالي من مقاطعة ويستتشستر (بما في ذلك بيكسكيل ) في الجزء الشمالي من الولاية.  وعلى العكس من ذلك، يستخدم سكان المنطقة في كثير من الأحيان الطريق السريع 84 لترسيم الحدود بين الجزء الشمالي والجنوبي من نيويورك.
هناك استخدام آخر يتبع تعريف تعداد الولايات المتحدة لمنطقة نيويورك الحضرية قبل عام 2010، والذي يتضمن جميع مقاطعات ويستشستر، وروكلاند، وبوتنام المضمنة . تم استخدام هذا التعريف من قبل المدعين في قضية إعادة تقسيم الدوائر الانتخابية الفيدرالية رودريجيز ضد باتاكي .
في قانون ولاية نيويورك، يختلف تعريف حدود الولاية الشمالية أيضًا: في حين يبدو أن ويستشستر تعتبر دائمًا ولاية جنوبية بموجب قانون الولاية، فإن بعض التعريفات تشمل مقاطعتي روكلاند وبوتنام في منطقة الولاية الجنوبية، والبعض الآخر يشمل أيضًا مقاطعتي أورانج ودوتشيس ؛ تخدم خطوط مترو نورث للسكك الحديدية كل هذه المقاطعات.   كما يتم تضمين مقاطعة أولستر ، وفي أكبر امتداد محدد من قبل الولاية في الجزء الجنوبي من الولاية، مقاطعة كولومبيا ، في بعض الأحيان.  يضع خط التقسيم بين محكمة مقاطعة الولايات المتحدة للمنطقة الجنوبية من نيويورك ومحكمة مقاطعة الولايات المتحدة للمنطقة الشمالية من نيويورك مقاطعة سوليفان ومقاطعة دوتشيس في المنطقة الجنوبية، ومقاطعتي أولستر وكولومبيا في المنطقة الشمالية. 
يفضل سكان شمال ولاية نيويورك عادةً التعريف بأنفسهم بالمناطق الفرعية ، مثل وادي هدسون (الوسطى والعليا)، ومنطقة العاصمة ، ووادي موهوك ، ومنطقة الشمال ، وغرب نيويورك أو وسط نيويورك .
وفي نيويورك، واجهت الاستطلاعات صعوبة في تحديد الإجماع. في استطلاع للرأي أجري عام 2016 بين الناخبين في نيويورك، حيث طُلب من المشاركين الاختيار من بين أربعة تعريفات لمكان بداية الجزء الشمالي من الولاية، كانت ثلاثة تعريفات شائعة بشكل متساوٍ تقريبًا، حيث اختارها ما بين 25% و30% من المشاركين لكل منها: شمال مدينة نيويورك، وشمال مقاطعة ويستتشستر، وشمال مدينة بوكيبسي في مقاطعة دوتشيس . (الرابعة، والتي بدأت أيضًا شمال بوكيبسي ولكنها استبعدت بوفالو كمنطقة فريدة ليست شمال الولاية ولا جنوبها، استقطبت 7٪ فقط.)  وجد استطلاع غير رسمي لعام 2018 أن منطقة وادي هدسون هي المنطقة الأكثر نزاعًا بشأن ما إذا كانت شمال الولاية أو جنوبها. 
العديد من الشركات والمؤسسات في المنطقة لديها كلمة "شمال الولاية" كجزء من اسمها.   تتضمن الأمثلة على ذلك جامعة ولاية نيويورك الطبية في سيراكيوز ، فرع شمال نيويورك لمؤسسة التهاب المفاصل الذي يخدم 31 من مقاطعات نيويورك البالغ عددها 62 مقاطعة ، وشبكة الرعاية الصحية للمحاربين القدامى في شمال نيويورك، والتي تشمل كل ولاية نيويورك شمالًا وغربًا من كينغستون في مقاطعة أولستر .  تشمل المنظمات الأخرى في نيويورك التي تحمل اسم "شمال الولاية" في اسمها رابطة رابطة الرياضة الجامعية في شمال الولاية (المعروفة الآن باسم رابطة الحرية )، ومنشأة شمال الولاية الإصلاحية ، ودوري دوري هوكي نادي شمال ولاية نيويورك ، ومجلس مجمع شمال ولاية نيويورك ، ومواطني شمال الولاية من أجل المساواة .

## التاريخ

### التاريخ المبكر

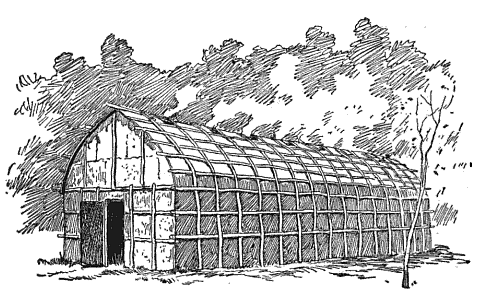
بيت إيروكوا التقليدي الطويل

قبل وصول الأوروبيين، كانت المنطقة مأهولة لفترة طويلة بأشخاص يتحدثون لغة الإيروكوا ، وخاصة إلى الغرب من نهر هدسون وحول البحيرات العظمى ، وأشخاص يتحدثون لغة الألجونكوين ، وخاصة إلى الشرق من نهر هدسون. استمر الصراع بين الشعبين خلال فترة الاستعمار الأوروبي المبكر، وكان الفرنسيون والهولنديون والإنجليز يميلون إلى التحالف مع شركائهم التجاريين من الشعوب الأصلية. كان اتحاد هاودنوسوني أو الإيروكوا المكون من الأمم الخمس (والستة لاحقًا) قوة قوية في أراضيها.
امتدت أراضي الأمم الخمس من وادي نهر موهوك عبر الجزء الغربي من الولاية وحتى ولاية بنسلفانيا الحالية. ومن هذه القاعدة الرئيسية، سيطروا أيضًا في أوقات مختلفة على مساحات كبيرة من الأراضي الإضافية في جميع أنحاء ما يُعرف الآن بشمال شرق الولايات المتحدة. معاهدة جوسوينتا (معاهدة وامبوم ذات الصفين) ، التي أبرمت مع الحكومة الهولندية في عام 1613، نظمت العلاقات بين شعب هاودينوسوني والمستعمرين الأوروبيين، وشكلت الأساس للمعاهدات اللاحقة.
في منتصف القرن السابع عشر، خلال حروب بيفر ، انتصر الإيروكوا وسيطروا على قبائل الهنود المحايدين ، وينروهرونون ، وهنود إيري في غرب نيويورك. تم استيعاب معظم الناجين في شعب سينيكا من الإيروكوا؛ ويُعتقد أن بعضهم هربوا إلى كارولينا الجنوبية ، حيث اندمجوا مع قبائل هندية أخرى.
كانت المنطقة مهمة منذ الأيام الأولى للاستعمار الفرنسي والهولندي في القرن السابع عشر. شملت مستعمرة نيو نذرلاند وادي هدسون من جزيرة مانهاتن شمالًا إلى التقاء نهري هدسون وموهوك، حيث تم إنشاء حصن أورانج (ألباني لاحقًا) في عام 1624. تم بناء الحصن في سكنيكتادي في عام 1661. كان وادي هدسون العلوي مركزًا لجزء كبير من تجارة الفراء في المستعمرة، والتي كانت مربحة للغاية، وتلبي الطلب على الفراء في أوروبا.
إلى الشمال والغرب من نيو نذرلاند، أنشأ الفرنسيون مراكز تجارية على طول نهر سانت لورانس وحتى شواطئ بحيرة أونونداغا في الجنوب. لقد وجدوا صعوبة في التجارة والتبشير بين شعب هاودنوسوني، حيث كان صمويل دو شامبلان قد أبعد شعب هاودنوسوني أثناء الغارات العسكرية على فرنسا الجديدة . في أربعينيات القرن السابع عشر، ذهب ثلاثة مبشرين يسوعيين فرنسيين إلى فرنسا الجديدة - القديس. قُتِل رينيه غوبيل ، وسانت إسحاق جوغز ، وسانت جان دي لالاندي بالقرب من قرية أوسيرنينون الموهوكية، التي كانت تقع عند ملتقى نهري شوهاري وموهوك، حيث تطورت قرية أوريسفيل الحديثة فيما بعد. ويعتبرون أول ثلاثة قديسين في الولايات المتحدة .
استولت إنجلترا على نيو نذرلاند بالقوة في عام 1664، وأعادت تسميتها بنيويورك. استعاد الهولنديون المستعمرة بعد تسع سنوات، لكنهم تنازلوا عنها لإنجلترا بموجب معاهدة وستمنستر عام 1674 .
وفي القرن الثامن عشر، عزز البريطانيون سيطرتهم على المنطقة. أنشأ ويليام جونسون ، التاجر الاسكتلندي، عقارًا في وادي الموهوك، وعاش بين الموهوك، وتعلم لغتهم، وأقام تحالفًا معهم. تم تعيينه وكيلًا بريطانيًا للهنود في الإيروكوا. كما شجع البريطانيون أيضًا الاستيطان في وادي الموهوك من قبل الأوروبيين الآخرين، بما في ذلك البالاتينيين الألمان بدءًا من عشرينيات القرن الثامن عشر.
في المؤتمر الذي أصبح يُعرف باسم مؤتمر ألباني في عام 1754، اجتمع مندوبون من سبع من المستعمرات البريطانية الثلاث عشرة في أمريكا الشمالية في ألباني لمتابعة معاهدة مع الموهوك الأقوياء. اقترح بنيامين فرانكلين ، مندوب ولاية بنسلفانيا، خطة لتوحيد المستعمرات السبع تجاوزت إلى حد كبير نطاق المؤتمر. أمضى المندوبون معظم وقتهم في مناقشة خطة ألباني للاتحاد، وهي إحدى المحاولات الأولى لتشكيل اتحاد للمستعمرات "تحت حكومة واحدة بقدر ما قد يكون ضروريًا للدفاع وغيره من الأغراض العامة المهمة". وافق المندوبون على النسخة المعدلة، لكن المستعمرات رفضتها.
ولمواجهة الفرنسيين عسكريًا، أنشأ البريطانيون حصونًا على طول بحيرة أونتاريو وفي الممرات المائية بين وادي موهوك وبحيرة شامبلين وبحيرة أونتاريو المجاورتين. أصبحت المنطقة منطقة للعديد من الصراعات في الحرب الفرنسية والهندية ، مثل معركة فورت أوسويغو (1756) وحصار فورت ويليام هنري (الذي تم تصويره لاحقًا في أعمال جيمس فينيمور كوبر )، خلال حرب السنوات السبع .
استولى البريطانيون على فرنسا الجديدة بحلول عام 1760 مع سقوط كيبيك في معركة سهول أبراهام . تنازلت فرنسا رسميًا عن فرنسا الجديدة لبريطانيا في معاهدة باريس عام 1763 . وفي العام نفسه، أصدر الملك جورج الثالث الإعلان الملكي لعام 1763 ، الذي أنشأ الحدود الغربية والشمالية لمقاطعة نيويورك عند حدود مستجمعات المياه في أنهار هدسون وموهوك وديلاوير. كانت المنطقة الواقعة بين تلك الحدود والبحيرات العظمى ونهر سانت لورانس، بما في ذلك غرب جبال الآبالاش، بمثابة " المحمية الهندية ".

### الثورة الأمريكية

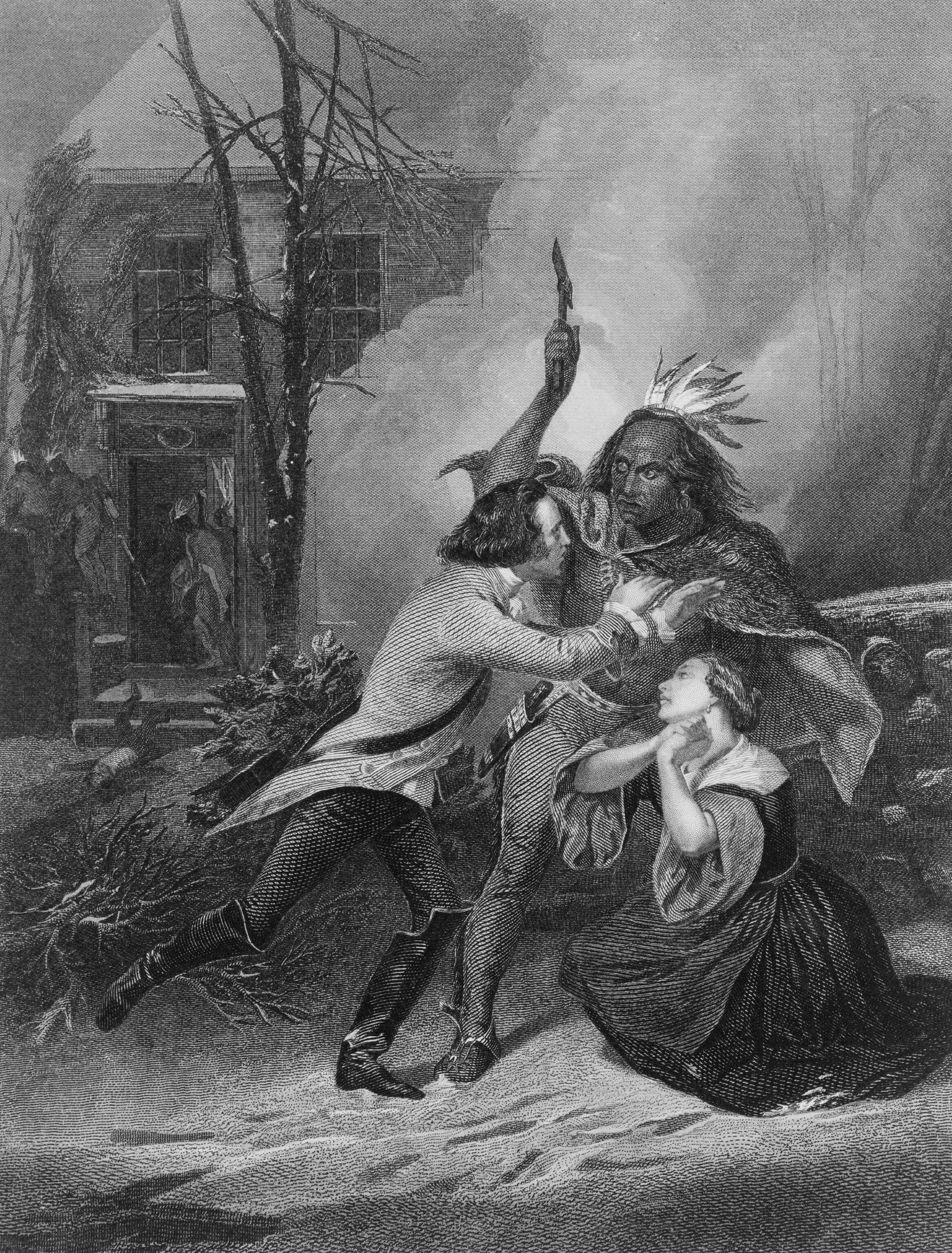
مذبحة وادي الكرز

في الفترة ما بين عامي 1774 و1783، خاض المستعمرون المنقسمون بشدة حربًا أهلية ضد بعضهم البعض بشكل مباشر وبالوكالة، من خلال هجمات مثل هجوم تشيري فالي بقيادة سينيكا ومذبحة كوبلسكيل بقيادة الموهوك. في عام 1779، قامت حملة سوليفان ، وهي حملة شنها الجيش القاري بأمر من الجنرال جورج واشنطن ، بطرد الآلاف من شعب هاودنوسوني من قراهم ومزارعهم وأراضيهم في المنطقة في محاولة للانتقام ومنع مثل هذه الهجمات.
كانت المنطقة ذات أهمية استراتيجية لخطط الحرب لكل من القوات البريطانية والقوات القارية. أدت الجهود البريطانية لتقسيم مستعمرات نيو إنجلاند عن بقية المستعمرات إلى معارك من بينها معركة جزيرة فالكور ومعركة ساراتوجا ، وهي نقطة تحول مهمة في الحرب. وفي حين ظلت مدينة نيويورك في أيدي البريطانيين خلال معظم فترة الحرب، فإن المنطقة الشمالية من الولاية أصبحت في نهاية المطاف تحت سيطرة القوات الاستعمارية. في نهاية الحرب، أصبح مقر الجيش القاري في نيوبورغ . وبسبب عدم تأكدهم من أن الكونغرس القاري سوف يدفع الأجور المتأخرة، هدد بعض الضباط القاريين بالتمرد فيما أصبح يعرف باسم مؤامرة نيوبورغ .

### فترة ما بعد الثورة
بعد الثورة الأمريكية، أنشأت معاهدة باريس الحدود بين نيويورك وأمريكا الشمالية البريطانية . أصبح خط العرض 45 بمثابة الحدود مع كيبيك أو كندا السفلى . أصبح نهر سانت لورانس وبحيرة أونتاريو ونهر نياجرا وبحيرة إيري بمثابة الحدود مع كندا العليا . استمرت بريطانيا العظمى في احتلال المنشآت العسكرية على طول السواحل الأمريكية للبحيرات العظمى حتى عام 1794، بما في ذلك حصن نياجرا عند مصب نهر نياجرا وحصن أونتاريو عند مصب نهر أوسويغو .
استولت حكومة ولاية نيويورك الجديدة على ممتلكات سكان نيويورك الذين ظلوا موالين للتاج البريطاني. هاجر الآلاف إلى المستعمرات التي ظلت تحت الحكم البريطاني، مثل نوفا سكوشا وكندا العليا التي تأسست حديثًا ( أونتاريو حاليًا). كما فر أيضًا الهاودينوسوني الذي قاتل مع البريطانيين. منحت التاج البريطاني مساحة كبيرة من الأرض في كندا العليا لحلفائهم من شعب هاودنوسوني، الذين أسسوا مستوطنة جراند ريفر .
في معاهدة كاناندايجوا الفيدرالية، اعترفت الولايات المتحدة الجديدة بملكية شعب هاودنوسوني المتبقي للأراضي الواقعة شمال وغرب خط الإعلان لعام 1763. ومع ذلك، سعى مسؤولو ولاية نيويورك ووكلاء الأراضي الخاصة خلال أوائل القرن التاسع عشر إلى إلغاء ملكية الهنود لهذه الأراضي من خلال معاهدات غير معتمدة على المستوى الفيدرالي، مثل معاهدة بيج تري .  كانت معاهدات بوفالو كريك تهدف إلى إزالة آخر المطالبات الأصلية في غرب نيويورك كجزء من برنامج إزالة الهنود الفيدرالي، لكن المشتري فشل في شراء معظم الأراضي في الوقت المناسب، واعترضت بعض القبائل على استبعادهم. تظل ثلاثة من المحميات الأربع موجودة في المنطقة حتى يومنا هذا؛ وقد قامت إحدى المحميات بتأجير أراضيها لتشكيل مدينة سالامانكا ، وكان التعايش بين المدينة ذات الأغلبية البيضاء والمحمية مصدرًا للخلاف منذ تسعينيات القرن العشرين.
قبل الثورة وبعدها، أدت النزاعات الحدودية مع المستعمرات الأخرى والدول التي خلفتها أيضًا إلى تعقيد عملية الاستيطان في أمريكا. في صراع مع مطالبات مقاطعة نيويورك غرب وادي هدسون، والتي وضعت المنطقة بأكملها في مقاطعة ألباني المترامية الأطراف، ادعت مقاطعة بنسلفانيا جزءًا كبيرًا من المنطقة الجنوبية حتى عام 1774، في حين ادعت مستعمرة خليج ماساتشوستس المنطقة بأكملها غرب ماساتشوستس حتى البحيرات العظمى .
كما ادعت مقاطعة نيويورك أيضًا اختصاصها القضائي شرق نهر كونيتيكت . لمتابعة هذا الادعاء شمال كونيتيكت وماساتشوستس، منحت نيويورك أراضي للمستوطنين في ما يعرف الآن بولاية فيرمونت في نفس الوقت الذي منحت فيه نيوهامبشير نفس الأراضي. عندما أعلنت ولاية فيرمونت استقلالها عام 1777، اعترفت جمهورية فيرمونت الجديدة بمنح نيو هامبشاير على تلك الخاصة بولاية نيويورك. أصبح سكان نيويورك الذين فقدوا أراضيهم في فيرمونت معروفين باسم "متضرري فيرمونت" ومنحوا أراضي جديدة في عام 1788 في بلدة باينبريدج، نيويورك .
تم تسوية النزاع مع ماساتشوستس بشأن الأراضي الواقعة إلى الغرب من ماساتشوستس في معاهدة هارتفورد عام 1786 من خلال تقسيم الحقوق على الأرض. منحت المعاهدة السيادة لولاية نيويورك، ولكنها منحت كومنولث ماساتشوستس الحق "الاستباقي" في السعي للحصول على ملكية الأرض من شعب هاودينوسوني. ولهذا السبب عُرفت الحدود الشرقية لأراضي ماساتشوستس باسم خط الشفعة . يمتد هذا الخط من خط بنسلفانيا باتجاه الشمال إلى بحيرة أونتاريو، مارًا عبر بحيرة سينيكا . تم مسح الخط للمرة الثانية بسبب الأخطاء الأولية. قامت كومنولث ماساتشوستس ببيع هذه الأرض على مساحات كبيرة، بما في ذلك عملية شراء فيلبس وجورهام وعملية شراء هولندا .
كان العديد من المستوطنين في ما أصبح يُعرف آنذاك بنيويورك الوسطى والغربية يأتون من ولايات نيو إنجلاند. تم إنشاء المنطقة العسكرية المركزية في نيويورك ، حيث تم تسمية العديد من البلدات بأسماء شخصيات عسكرية وأدبية كلاسيكية من قبل روبرت هاربور ، لمنح الأراضي لقدامى المحاربين في حرب الاستقلال. تم تأسيس جزء من شمال نيويورك على يد مئات المنفيين الكنديين الذين قاتلوا في الفوجين الكنديين الأول والثاني للجيش القاري ، والذين تم نفيهم من كندا بسبب تمردهم ضد التاج.

### القرن التاسع عشر

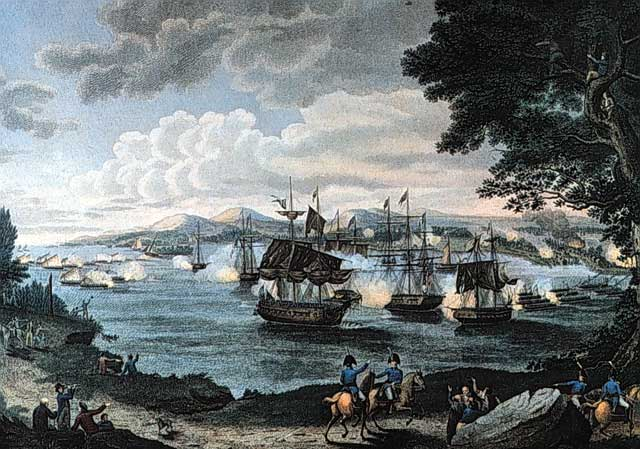
معركة بلاتسبورغ في حرب عام 1812 كما هو موضح في نقش عام 1816

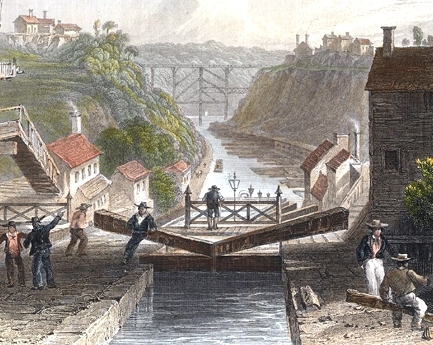
قناة إيري في لوكبورت، نيويورك ، في عام 1839

دارت معارك حرب عام 1812 (1812-1815) على حدود نياجرا ؛ وفي وادي شامبلين ، بما في ذلك معركة بلاتسبيرج ؛ وفي وادي سانت لورانس ؛ وعلى بحيرة أونتاريو ، بما في ذلك معركة ميناء ساكيت . كما أحرقت القوات البريطانية مدينة بوفالو ردًا على تدمير الولايات المتحدة لمدينة نيوارك في كندا.  بعد الحرب، بدأت حكومة الولايات المتحدة في بناء حصن مونتجومري مباشرة إلى الجنوب من الحدود عند نقطة راوزس على بحيرة شامبلين. وبعد ذلك، اكتُشف أنه في تلك النقطة، كان خط العرض 45 الفعلي يقع على بعد ثلاثة أرباع الميل جنوب الخط المساحى، مما وضع الحصن، الذي أصبح يُعرف باسم "حصن بلندر"، في كندا. ولم يتم حل هذه المشكلة حتى عام 1842 مع معاهدة وبستر-أشبورتون ، التي قررت فيها بريطانيا العظمى والولايات المتحدة ترك الحدود على الخط المتعرج كما تم مسحه.
كانت العبودية موجودة في نيو نذرلاند ومقاطعة نيويورك . كانت نيويورك في تسعينيات القرن السابع عشر أكبر مستورد للعبيد بين المستعمرات الأمريكية. ولم تنته العبودية مع الثورة الأمريكية ، على الرغم من أن جون جاي قدم مشروع قانون تحرير العبيد إلى جمعية الولاية في وقت مبكر من عام 1777. ظلت سوجورنر تروث مستعبدة في وادي هدسون منذ ولادتها في عام 1797 حتى هروبها في عام 1826. بفضل جهود جمعية تحرير نيويورك وغيرها، بدأت نيويورك في تبني سياسة التحرير التدريجي في عام 1799. القانون الذي صدر عام 1817 والذي كان من شأنه أن يحرر العبيد نهائياً لم يدخل حيز التنفيذ إلا بعد مرور عشر سنوات، مما أعطى مالكي العبيد عقداً كاملاً لبيع عبيدهم إلى ولايات أخرى. وعندما دخل القانون حيز التنفيذ أخيراً، تم تحرير آخر 2800 عبد في ولاية نيويورك في الرابع من يوليو/تموز عام 1827.
على الرغم من وجود طرق السفر سيرًا على الأقدام وبالقوارب في جميع أنحاء المنطقة منذ مئات السنين، إلا أن نقل السلع الزراعية إلى السوق كان مكلفًا وبطيئًا. تحت تأثير القنوات التي تم بناؤها في بريطانيا، بدأ المواطنون البارزون في نيويورك بالضغط من أجل بناء قناة عبر الولاية. نجح الحاكم دي ويت كلينتون في إقناع الهيئة التشريعية بإصدار ميثاق وتمويل بناء قناة من ألباني إلى بوفالو. بدأ بناء قناة إيري في عام 1817 واكتمل في عام 1825. سمحت القناة للمنطقة بأن تصبح عنصراً مهماً في التوسع الصناعي في الولايات المتحدة في القرن التاسع عشر. كما ساهمت القناة في تعزيز التجارة مع أمريكا الشمالية البريطانية واستيطان الدول الأحدث في الأقاليم الغربية. وفي وقت لاحق من القرن، اتبعت شركة نيويورك سنترال للسكك الحديدية "طريق مستوى المياه" من مدينة نيويورك إلى البحيرات العظمى، مما ساهم في تصنيع المدن الواقعة على طول طريقها.
في عدة مرات خلال القرن التاسع عشر، كانت منطقة شمال نيويورك بمثابة منطقة تجمع وملجأ للمتمردين الكنديين ضد بريطانيا العظمى، وكذلك الغزاة الأيرلنديين الأمريكيين لكندا، مما أدى إلى توتر العلاقات البريطانية الأمريكية. في عامي 1837 و1838، في أعقاب ثورة كندا السفلى ، هرب بعض المتمردين الكيبيكيين جنوبًا إلى شمال البلاد، بينما وقعت أحداث ثورة كندا العليا ، المعروفة أيضًا باسم حرب الوطنيين ، على حدود نياجرا . في أواخر ستينيات القرن التاسع عشر، شن الفينيون بعض الغارات عبر حدود نياجرا؛ وتجمع الفينيون أيضًا في مالون .
على الرغم من أن هذا التقرير قد فقد مصداقيته إلى حد كبير الآن، فإن تقرير لجنة ميلز لعامي 1905-1907، والتي كُلِّفت بالتحقيق في أصول لعبة البيسبول ، ذكر أن كوبرستاون هي المكان الذي اخترع فيه أبنر دوبلداي لعبة البيسبول في ثلاثينيات أو أربعينيات القرن التاسع عشر. كوبرستاون هي موطن قاعة المشاهير ومتحف البيسبول الوطني . (تشير الأبحاث الحديثة إلى أن اللعبة تم تطويرها بالفعل في شكلها الحديث في مدينة نيويورك.)
في حقبة ما قبل الحرب الأهلية، أصبح شمال ولاية نيويورك مركزًا رئيسيًا للنشاط الإلغائي الجذري وكان مركزًا مهمًا للسكك الحديدية تحت الأرض . كانت المقاومة لقانون العبيد الهاربين شديدة بشكل خاص في المنطقة، كما يتضح من أحداث مثل عملية إنقاذ جيري . وفي هذا الوقت أيضًا، نشأت حركة حقوق المرأة الأمريكية في شمال ولاية نيويورك. مؤتمر سينيكا فولز ، أول مؤتمر لحقوق المرأة، انعقد في سينيكا فولز في عام 1848. انعقد مؤتمر روتشستر ، وهو المؤتمر الثاني من نوعه، بعد أسبوعين في روتشستر .
خلال القرن التاسع عشر، كانت منطقة شمال نيويورك بمثابة حاضنة للإحياء الديني. وقد نشأت في شمال ولاية نيويورك خلال ذلك الوقت عدد من الطوائف، مثل طائفة الشيكرز وجماعة أونيدا . وقد دفع هذا المبشر تشارلز جرانديسون فيني إلى صياغة مصطلح " المنطقة المحروقة " للمنطقة. وبسبب العزلة النسبية للمنطقة، كانت العديد من الطوائف غير ملتزمة بالتقاليد ، وبسبب مبادئها غير التقليدية واجهت العديد من الصعوبات مع الحكومة وغيرهم من السكان المحليين. وتعتبر المنطقة مهد المورمونية . المورمون ، والسبتيون، والروحانيون هم الناجون الوحيدون في القرن الحادي والعشرين من بين مئات الطوائف التي نشأت خلال هذا الوقت؛ كما نجت بعض الكنائس الأكثر شيوعًا، مثل الكنيسة الويسليانية والكنيسة الميثودية الحرة (كلاهما فرعان من الميثودية نشأت في نزاعات سياسية مع الكنيسة الميثودية الرئيسية).
في القرن التاسع عشر، أدت الصناعات الاستخراجية إلى تغيير المشهد. تم تصنيع البوتاس عندما تم تطهير الأرض للزراعة. كان قطع الأشجار منتشرًا على نطاق واسع في منطقة آديرونداك. تم استخراج الحديد في جبال آديرونداك وشمال البلاد. بحلول سبعينيات القرن التاسع عشر، دعا قادة الأعمال، الذين شعروا بالقلق إزاء تأثير إزالة الغابات على إمدادات المياه اللازمة لقناة إيري، إلى إنشاء محميات غابات في جبال أديرونداك وكاتسكيلز. تم إنشاء منتزه أديرونداك ومنتزه كاتسكيل وتعزيزهما من خلال سلسلة من التشريعات بين عامي 1885 و1894، عندما تمت إضافة بند " البرية إلى الأبد " إلى دستور ولاية نيويورك .

### القرن العشرين

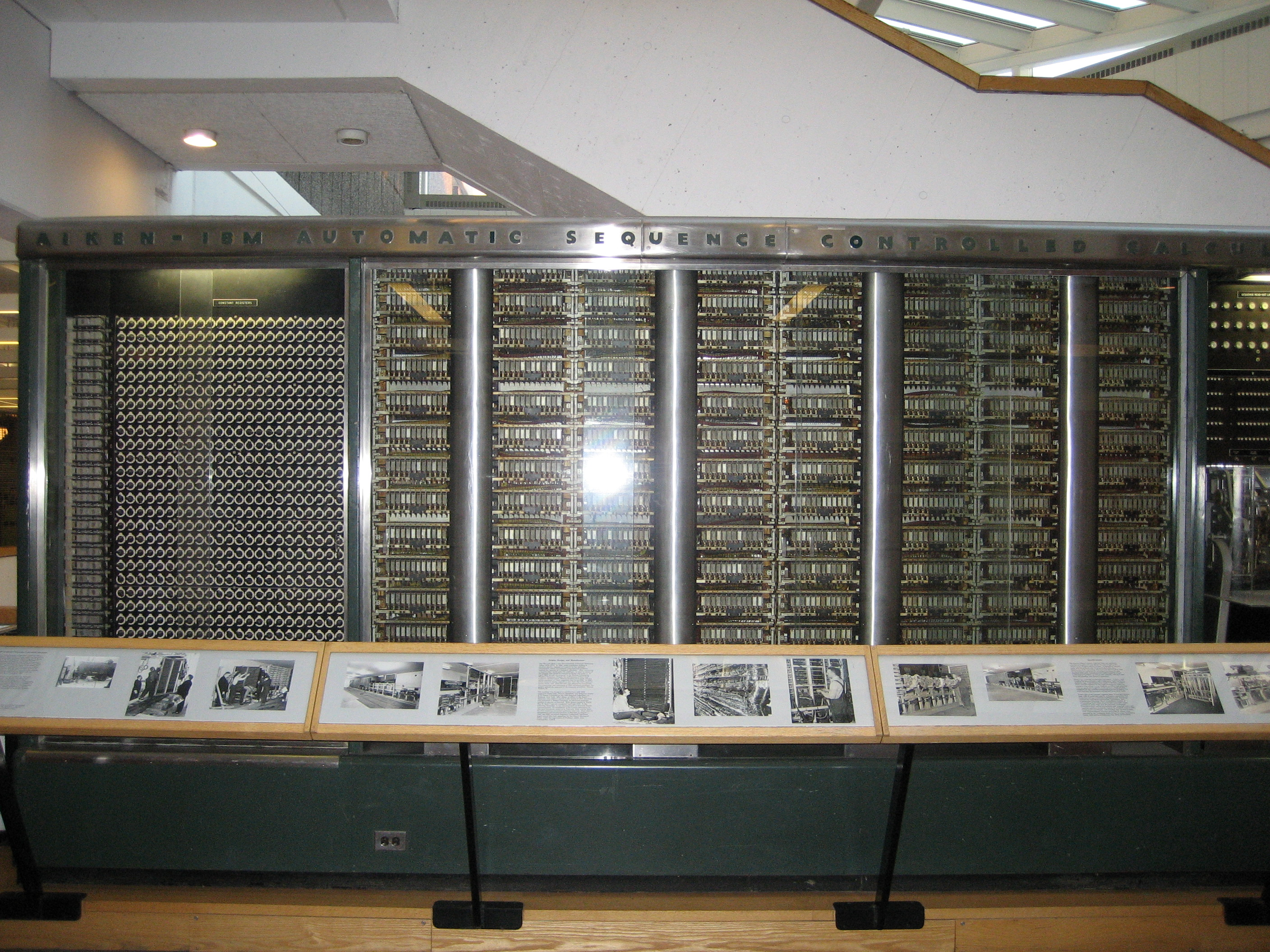
هارفارد مارك الأول ، أحد أقدم أجهزة الكمبيوتر ، صنعته شركة آي بي إم في إنديكوت، نيويورك

خلال الحقبة التي أعقبت الحرب العالمية الثانية مباشرة، وصلت المنطقة الشمالية من الولاية إلى ما يمكن اعتباره ذروة تأثيرها في الاقتصاد الوطني. حققت شركات محلية كبرى مثل آي بي إم وجنرال إلكتريك وكوداك وزيروكس وكارير نجاحًا وطنيًا، حيث أنتجت منتجات متطورة للشركات والحكومة والمستهلكين، وكانت رائدة في ثقافة الشركات. أدى افتتاح طريق نيويورك السريع في منتصف الخمسينيات من القرن العشرين إلى منح المنطقة قدرة وصول أفضل إلى الأسواق الشرقية الأخرى. ولكن هذه الميزة الإقليمية تلاشت مع قيام العديد من الشركات المحلية بنقل بعض عملياتها إلى ولايات أخرى، أو تقليص حجمها في مواجهة المنافسة الأجنبية، على غرار ما حدث في مناطق أخرى في حزام الصدأ الأميركي. ومع ذلك، فقد بُذلت جهود في الآونة الأخيرة لإنعاش الاقتصاد. في أبريل 2021، نقلت شركة جلوبال فاوندريز ، وهي شركة متخصصة في صناعة أشباه الموصلات ، مقرها الرئيسي من وادي السيليكون، كاليفورنيا، إلى منشأة تصنيع شرائح أشباه الموصلات الخاصة بها في مالتا، نيويورك . 
منذ أواخر القرن العشرين، ومع تراجع التصنيع وفرص العمل فيه، عانت المنطقة عمومًا من خسارة صافية في عدد السكان، وكان النصيب الأكبر منها في غرب نيويورك. وكما أعاد كينت رايدن صياغة العبارة، فقد صور الكاتب راسيل بانكس المنطقة الشمالية من الولاية في روايته الشهيرة الآخرة الحلوة (1991) بأنها "باردة، ومغطاة بالثلوج، وكئيبة، وفي منتصف اللا مكان".  تدور أحداث الرواية في بلدة "قبيحة ومتدهورة اقتصاديًا"، يسكنها أشخاص "غير متعلمين" و"فقراء" "يعيشون حياة مسدودة". 
من عام 2014 إلى عام 2018، كجزء من محاولة يائسة لتعزيز السياحة في المنطقة التي تعاني من الكساد الاقتصادي، وضعت نيويورك أكثر من 500 علامة سياحية تحمل عبارة " أنا أحب نيويورك " على طول الطرق السريعة والطرق السريعة في انتهاك للدليل الفيدرالي لأجهزة التحكم في حركة المرور الموحدة .   تراجعت حكومة الولاية في نوفمبر 2018 فقط بعد أن هددت الحكومة الفيدرالية بحجب أكثر من 14 مليون دولار من التمويل الفيدرالي. 
وعلى النقيض من ذلك، فإن العديد من عائلات الأميش والمينونايت هم من الوافدين الجدد إلى المنطقة وساعدوا في إحياء الزراعة كجزء من الاقتصاد. بدءًا من عام 1974، انتقلت العديد من العائلات المينونايتية إلى منطقة بن يان في مقاطعة ييتس من مقاطعة لانكستر، بنسلفانيا ، بحثًا عن أراضٍ زراعية أرخص. كما تم إنشاء مجتمعات الأميش في مقاطعات سانت لورانس، ومونتجومري ، وتشوتوكوا ، وكاتاروغوس ، وهي تجعل الزراعة مربحة.
ويعمل الحرفيون على إحياء أنواع الجبن التقليدية المتخصصة وتطوير أسواق متنامية لمنتجاتهم، بما في ذلك شحن بعض المنتجات إلى سوق نيويورك الحضرية. يتم إنتاج الزبادي على الطريقة اليونانية، تشوباني ، في الجزء الشمالي من الولاية من قبل مهاجر جديد، والذي قام بتوسيع نطاق عمليته على المستوى الوطني.
بالإضافة إلى ذلك، لا تزال منطقة شمال نيويورك تتمتع بمعدلات جريمة منخفضة، وآفاق تعليمية عالية، وضروريات يومية بأسعار معقولة، مما أكسب سيراكيوز، وروتشستر، وألباني، وسكنيكتادي ، وبوفالو مكانًا في قائمة مجلة فوربس لأفضل عشرة أماكن لتربية الأسرة في الولايات المتحدة. 
وقد رفعت خمس من الأمم الستة التي تقطنها قبيلة الإيروكوا مطالبات بالأراضي ضد ولاية نيويورك (أو سعت إلى تسوية المطالبات المعلقة)، استناداً إلى المعاهدات التي أبرمت في أواخر القرن الثامن عشر في أعقاب الحرب الثورية الأميركية مع ولاية نيويورك (التي لم تكن لديها السلطة الدستورية للتعامل مع الأمم الهندية الأميركية) والولايات المتحدة.